# Вест-Гейвен (Юта)
Вест-Гейвен (англ. West Haven) — місто (англ. city) в США, в окрузі Вебер штату Юта. Населення — 16 739 осіб (2020).

## Географія
Вест-Гейвен розташований за координатами 41°12′29″ пн. ш. 112°3′13″ зх. д. / 41.20806° пн. ш. 112.05361° зх. д. (41.208179, -112.053627).  За даними Бюро перепису населення США в 2010 році місто мало площу 26,67 км², уся площа — суходіл.

## Демографія
Згідно з переписом 2010 року, у місті мешкали 10 272 особи в 3200 домогосподарствах у складі 2595 родин. Густота населення становила 385 осіб/км².  Було 3324 помешкання (125/км²).
Расовий склад населення:
| - 91,0 % — білих - 1,3 % — азіатів - 1,0 % — чорних або афроамериканців - 0,6 % — корінних американців - 0,1 % — вихідців з тихоокеанських островів - 3,0 % — осіб інших рас |

До двох чи більше рас належало 3,1 %. Частка іспаномовних становила 8,9 % від усіх жителів.
За віковим діапазоном населення розподілялося таким чином: 35,3 % — особи молодші 18 років, 59,3 % — особи у віці 18—64 років, 5,4 % — особи у віці 65 років та старші. Медіана віку мешканця становила 27,8 року. На 100 осіб жіночої статі у місті припадало 102,1 чоловіків;  на 100 жінок у віці від 18 років та старших — 99,3 чоловіків також старших 18 років.
Середній дохід на одне домашнє господарство  становив 83 437 доларів США (медіана — 72 000), а середній дохід на одну сім'ю — 89 853 долари (медіана — 81 020). Медіана доходів становила 53 980 доларів для чоловіків та 40 873 долари для жінок. За межею бідності перебувало 6,3 % осіб, у тому числі 9,4 % дітей у віці до 18 років та 4,0 % осіб у віці 65 років та старших.
Цивільне працевлаштоване населення становило 5598 осіб. Основні галузі зайнятості: освіта, охорона здоров'я та соціальна допомога — 18,5 %, виробництво — 15,6 %, роздрібна торгівля — 14,8 %.